# デンマーク王立バレエ団

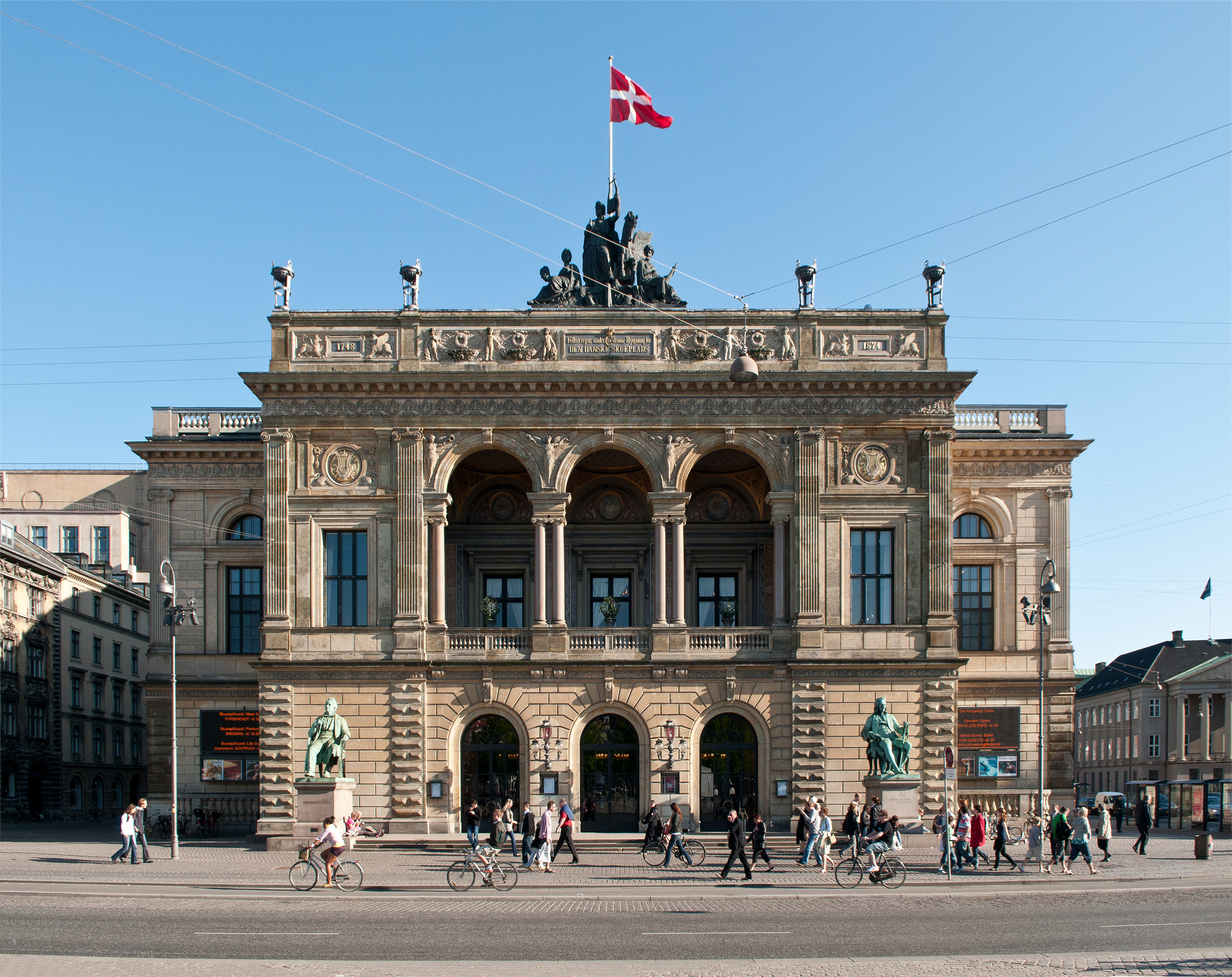
デンマーク王立バレエの本拠地、コペンハーゲンのデンマーク王立劇場

デンマーク王立バレエ団（英語: Royal Danish Ballet、デンマーク語: Den Kongelige Ballet）は、デンマークの首都コペンハーゲンのコンゲンス・ニュートー広場に建つデンマーク王立劇場を拠点とする、国際的に有名なバレエ団である。世界最古のバレエ団の一つで、1748年のデンマーク王立劇場の創設に合わせて結成された。1771年にはフランスのバレエ教師ピエール・ローランにより付属校としてデンマーク王立バレエ学校が開設された。同校での教授法はまずヴィンチェンツォ・ガレオッティが開発し、オーギュスト・ブルノンヴィルにより確立された。

## 歴史

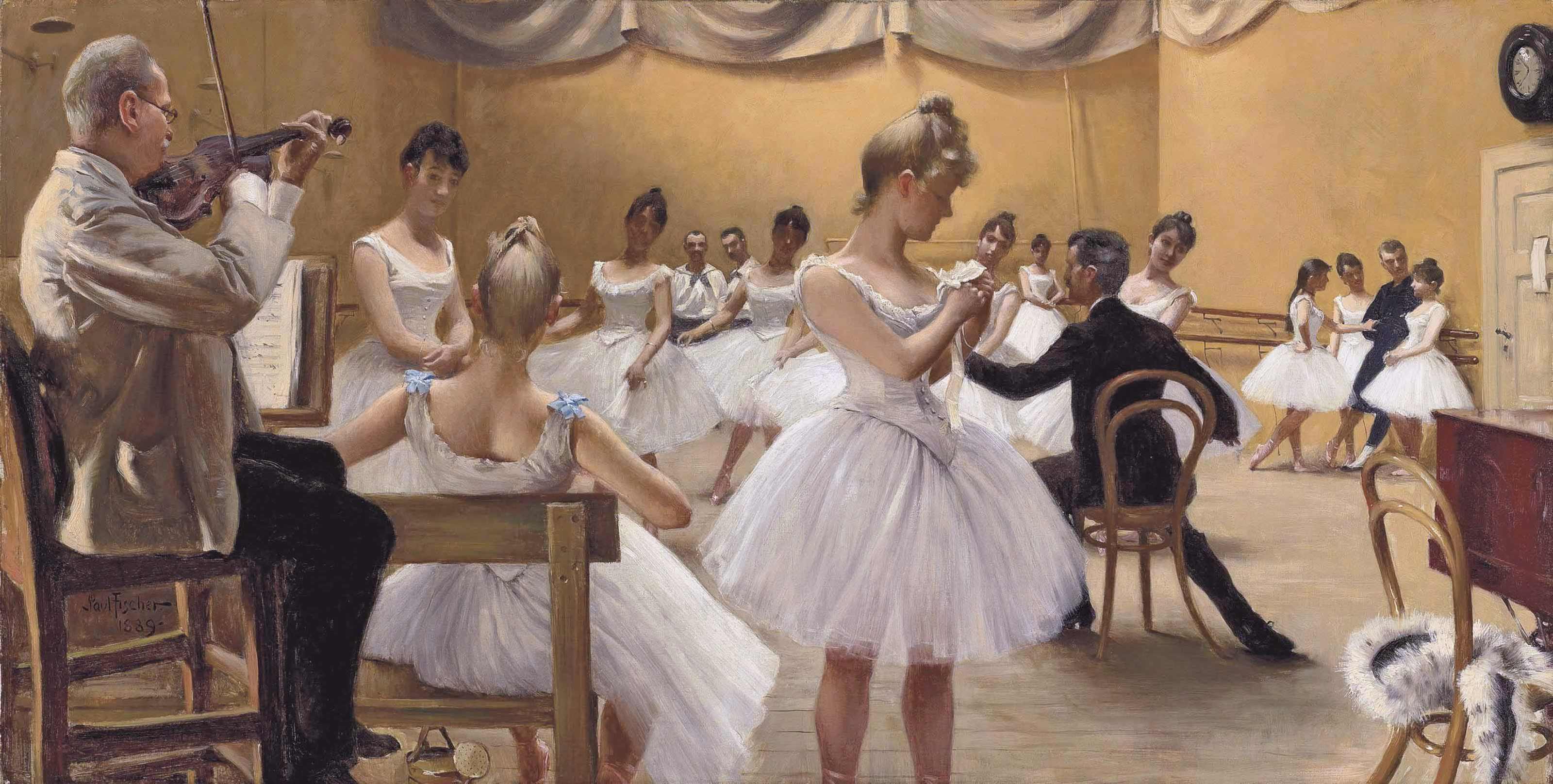
パウル・グスタフ・フィッシャーの絵画『コペンハーゲンの王立劇場バレエ学校』（1889年）。左側にバイオリニストのブッシュ、中央前方にバレリーナのシャルロッテ・ウェイヘ、その右側奥にバレエ・マスターであるエミール・ハンセンが描かれている。

デンマーク王立バレエ団は、設立当初にはフランスとイタリアを代表するダンサーや振付家を雇い入れていたが、1771年にデンマーク王立バレエ学校が設立され、同校で養成されたデンマーク人ダンサーを迎え入れるようになった。エニン・フレーリクはその最初の1人である。初期のバレエ・マスターであるヴィンチェンツォ・ガレオッティは、同団の立役者とされている。1775年から1816年までバレエ・マスターを務めたガレオッティは、バレ・ダクシオン（Ballet d'Action）を取り入れてその後のロマンティック・バレエ興隆を先取りしていた。ガレオッティは "Amors og Balletmesterens  Luner"（キューピッドとバレエ・マスターの気まぐれ）の振付でも有名で、これは現在でも同団のレパートリーの一角を占めており、元々の振付で演じられているバレエ演目としては世界最古のものである。
デンマーク王立バレエ団に画期を築いたもう一人のバレエ・マスターとして、オーギュスト・ブルノンヴィルが挙げられる。ブルノンヴィルは1828年から1879年にかけて半世紀に渡り同団を率い、50本のバレエ作品を振り付けたが、そのうち12作品ほどはいまだに同団のレパートリーとなっている。ブルノンヴィルはフランスで学んだため、その作品もフランスの影響を強く受けており、また、紛れもなくブルノンヴィル本人を念頭に置いたであろう重要な役回りの男性が登場する。ブルノンヴィルの死後、その後継者の1人であるハンス・ベックはブルノンヴィルから学んだ技法を用いて、コンテンポラリー・ダンサーに過去のマスターのテクニックを伝えるために、ブルノンヴィル・スクールを設立した。
ブルノンヴィルに続く中興の祖としては1932年から同団を率いたハラルド・ランダーが挙げられる。米国およびソ連で学んだランダーは、古典作品を取り上げつつ同団のために新作を振り付けた。さらに、デンマーク国内の振付家を盛り立てて、国際的にも評価される作品をいくつも作り上げていった。ランダーに見出された振付家として、1934年にモダンバレエ作品"The Widow in the Mirror" を振り付けたボルゲ・ラロフがいる。さらに、ランダーはエリック・ブルーンなどの国際的に活躍するデンマーク人ダンサーも育て上げた。
同団の芸術監督として著名な人物として、1979年のブルノンヴィル・フェスティバルを指揮したヘニング・クロンスタムが挙げられる。
20世紀後半にはデンマーク王立バレエ団はさらなる変革を遂げ、ジョージ・バランシンを含む多くの国際的に著名な振付家に作品を委嘱するようになった。レパートリーにおいて現代作品が占める地位はますます大きくなりつつあるが、一方でルーツたる古典作品も重視し続けており、外国人だけでなくネイティブの才能をも取り込んだ、世界で最も優れたバレエ団の1つとして評価を確立している。
2007年には、ニューヨーク・シティ・バレエ団のプリンシパルを務めたニコライ・ヒュッベを芸術監督に任命したことが発表された。